# Freiestrasse 2

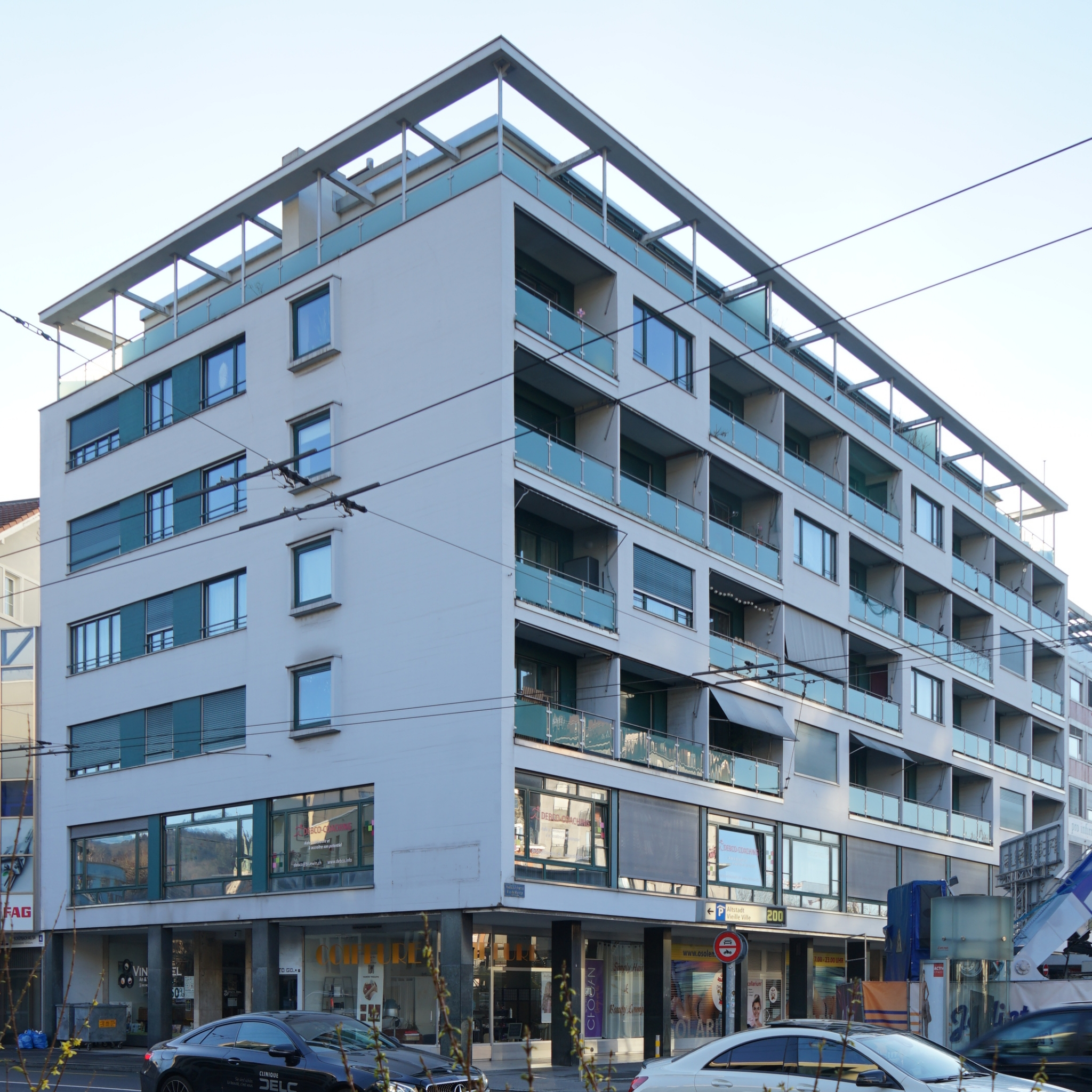
Gesamtansicht von Westen (2022)

Das Wohn- und Geschäftshaus Freiestrasse 2 in Biel (französisch Bienne) im Kanton Bern in der Schweiz wurde 1960 errichtet. Das Gebäude in der Tradition der klassischen Moderne ist in der Stadt «einmalig» und steht unter Denkmalschutz.

## Lage
Das Bauwerk befindet sich im Quartier Neustadt Nord (Nouvelle ville nord) südlich der historischen Altstadt. Es liegt als Eckhaus an der «Freiestrasse 2» sowie der «Reitschulstrasse 1» und prägt den nördlichen Neumarktplatz (Marché-Neuf). Den südlichen Abschluss des Platzes bilden das Wohn- und Geschäftshaus «Sporting» von 1955 und das Gebäude von Stadtbibliothek und Post im Stil «Bieler Moderne».

## Geschichte
Der Entwurf stammt vom Zürcher Architekturbüro Roland Rohn. Vorbilder sind Bauten der klassischen Moderne, beispielsweise von Le Corbusier und Otto Rudolf Salvisberg. Rohn hat keine weiteren Bauten auf dem Gebiet der Gemeinde Biel entworfen. Das Haus wurde 1999 restauriert und 2003 als «schützenswert» in das «Bauinventar» der Denkmalpflege des Kantons Bern rechtswirksam aufgenommen. Es ist Teil der «Baugruppe H» (Neumarktplatz). Kulturgüter-Objekte der «Kategorie C» wurden (Stand: Mai 2022) noch nicht veröffentlicht.

## Beschreibung
Das Gebäude ist ein gestrichener Betonbau mit sieben Geschossen. Das Attikageschoss ist flach gedeckt und trägt ein «elegantes fliegendes Dachgesims». Das Erdgeschoss ist ebenfalls zurückversetzt. Das erste Obergeschoss hat raumhohe, durchgehende Fensterfronten. Die weiteren vier Geschosse der Westfassade zeigen stockwerkweise versetzte Fenster und Balkonloggien. Ihr Raster macht die Hauptfassade zu einer «auffallenden Erscheinung» am Neumarkt. Die Seitenfronten sind schlichter gestaltet. Details des Entwurfs gelten als «gut gestaltet».

## Belege
1. 1 2 3  Freiestrasse 2 im Bauinventar des Kantons Bern, abgerufen am 21. Januar 2024.

Koordinaten: 47° 8′ 28,3″ N, 7° 14′ 53,7″ O; CH1903: 585559 / 221154